# Jonas De Geer
Carl Jonas Gerhard De Geer, född 7 augusti 1971 i Stockholm, är en svensk friherre, journalist, författare och debattör. Han är känd som introduktör av SSPX i Sverige.

## Utbildning och karriär
Jonas De Geer, som är son till Hans De Geer, studerade vid Stockholms universitet[källa behövs] och arbetade sedan som frilansjournalist. Tillsammans med Per-Olof Bolander grundade han Samtidsmagasinet Salt.
Som skribent medverkade De Geer på 1990-talet i Svarta Fanor, senare i Tidskrift för Folkets Rättigheter, Nonkonform, Folkets Nyheter och Nordisk Frihet. Han har talat vid Salemmarschen och varit presstalesman för Nationaldemokraterna. Den 29 augusti 2011 blev han medlem av Svenskarnas parti. Från januari 2014 till maj 2017 drev De Geer podcasten och nätmagasinet Veckans Motgift tillsammans med Magnus Söderman och Dan Eriksson.

## Ställningstaganden
De Geer uttryckte 1999 att Moderaterna genomgått en ideologisk kollaps med rötter i krigsslutet. Han menade att de inte hävdat den konservativa idétraditionen utan försummat kultur- och värdefrågor samt givit efter för individualism och materialism. De Geer uttalade 2001 skarp kritik av det amerikanska deltagandet i kriget mot terrorismen. Som huvudtalare vid en demonstration i Stockholm den 30 november 2004 varnade De Geer för kommande ras- och religionskrig. och i sin podd uppmanade han 2014 sina lyssnare att hänga folk i lyktstolpar, bränna bilar och skjuta människor.